# 本杰明·班内克
本杰明·班纳克（Benjamin Banneker，1731年11月9日—1806年10月9日），美国数学家，自然学家，测量师。曾协助划定华盛顿哥伦比亚特区的边界。华盛顿的班纳克圆环以他命名。